# Núcleos de las áreas de Forel
Los campos de Forel o los núcleos de las áreas de Forel son áreas en una parte profunda del cerebro conocida como el diencéfalo. Ellos están por debajo del tálamo y consta de tres áreas definidas, la materia blanca del subtalámo. Estas tres regiones también se denominan "campos H". 

La primera, campo H1, es el fascículo del tálamo, una sustancia blanca del tracto horizontal formado por el asa lenticular, fascículo lenticular, y tractos cerebelotalámicos entre el subtalámico y el tálamo. Estas fibras son proyecciones a la anterior ventral y el tálamo lateral ventral de los ganglios basales (globo pálido) y el cerebelo. H1 H2 está separada de la zona incierta. 

El campo H2 (a veces sinónimo de "fascículo lenticular") también se compone de proyecciones del pálido al tálamo, pero estos supuesto, el núcleo subtalámico (dorsal). 

El campo H (a veces llamado H3 campo) es una gran zona de materia gris y blanca mezclada de los tractos palidotalámicos del fascículo lenticular y el asa lenticular que se combinan en una zona justo en frente del núcleo rojo. La materia gris de este campo se dice para formar un núcleo prerubral.